# .300 Remington Short Action Ultra Magnum

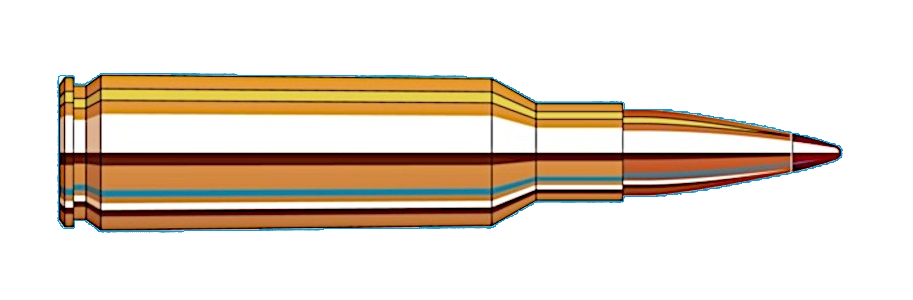
Um cartucho .300 Remington SA Ultra Magnum.

O .300 Remington Short Action Ultra Magnum (também conhecido como 300 RSAUM, 300 RSUM ou 300 Rem SAUM) é um cartucho magnum curto de fogo central para rifle no calibre .30. O 300 RSAUM é uma versão reduzida do .300 Remington Ultra Magnum, ambos derivados do estojo do .404 Jeffery. O .300 Remington Short Ultra Mag foi colocado no mercado logo após a Winchester lançar o .300 Winchester Short Magnum em 2001, resultando que o produto da Winchester obteve a vantagem de marketing que eclipsou a oferta da Remington.